# Транспондер
Транспо́ндер (англ. transponder от transmitter-responder «передатчик-ответчик»), или радиоотве́тчик — приёмопередающее устройство, посылающее сигнал в ответ на принятый сигнал, например:
- автоматическое устройство, принимающее, усиливающее и передающее далее сигнал на другой частоте, например транспондер цифрового кабельного телевидения (DVB-C).
- автоматическое устройство, которое передает заранее заданное сообщение в ответ на заранее определённый принятый сигнал.
- приёмопередатчик, который всегда создаёт ответный сигнал при правильном электронном запросе.

## Примеры использования
Спутниковые каналы связи образуются с использованием транспондеров — это обычно приёмопередатчик (трансивер) или повторитель (репитер).
В кабельном телевидении транспондером называется аналог эфирного передатчика, но передающий сигнал телезрителю по кабелю. Бывают также транспондеры, выполняющие функцию мультисигнального телевизионного измерителя сигналов кабельного телевидения.
При использовании цифрового сжатия и мультиплексирования сигналов несколько звуковых и видеопотоков могут передаваться через один транспондер на одной и той же частоте. Изначально аналоговые видеосигналы передавались по одному каналу на транспондер — с поднесущими для звуковых дорожек и сервиса автоматической идентификации передачи (ATIS).
Системы опознавания во вторичной радиолокации и идентификации «свой-чужой». Транспондеры используются в авиации для опознавания сигналов на экране радара. Большинство авиационных транспондеров способно передавать информацию о типе, высоте и скорости воздушного судна и 4-значный идентификационный код ответчика (squawk code), присвоенный органом УВД.
Транспондеры для поиска лыжников, заваленных снегом (биперы), транспондеры для поиска домашних ключей (транспондер выдает сигнал на свист пользователя).
Гидролокационные транспондеры работают под водой и используются для измерения дистанции до объектов.
В автомобильном транспорте транспондеры часто используются для быстрого проезда специальных пунктов оплаты на платных автомобильных дорогах, парковках и т. п.
Также транспондеры используются во всё более набирающей оборот технологии RFID.
В технологии RFID — радиочастотная идентификация, транспондеры играют роль идентификатора объекта (на складах, в библиотеках и т. д.)
Транспондер WDM (CWDM, DWDM) позволяет преобразовать длину волны сигнала, полученного от трансивера, в длину волны, соответствующей стандартам рекомендации ITU-T G.692 (интервал между каналами — 0,8—1 нм).
Транспондеры в морском флоте для передачи информации о судне (корабле).

## Транспондер в гражданской авиации
Транспондеры, установленные на борту самолёта, используются для идентификации авиадиспетчером воздушного судна. Они отвечают на запрос вторичного локатора диспетчерской службы четырёхзначным кодом. Этот код (squawk code) предварительно выдается диспетчером и выставляется пилотом судна на панели управления транспондера (если диспетчер не выдал пилоту код, то в этом случае выставляется стандартный: 7000 — код полета по Европе и 1200 — код полета по Америке.)
Диспетчер на мониторе локатора видит отметку о положении воздушного судна, вместе с кодом.
Транспондер, способный выдавать только четырёхзначный код — режим А.
Существует несколько специальных кодов (squawk code): 

7700 — авария или другая катастрофическая ситуация на борту 

7600 — потеря связи 

7500 — захват самолета 

В этом случае в диспетчерской службе автоматически включается оповещение при отображении на экране радара данных кодов, обращая на себя внимание службы.
Существенной проблемой при использовании транспондеров режима А является отсутствие информации о высоте полета воздушного судна. Для решения данной ситуации был создан режим С. Он дополняет информацию четырёхзначного кода данными о барометрической высоте по стандартному давлению без коррекции.
Транспондеры режима А+С иногда называют RBS. В США они обязательны при полетах выше 10 000 футов (3 км) и в пределах 30 миль вокруг больших аэропортов.
Более интеллектуальным является транспондер режима S. Основной его особенностью является контроль над эфиром и передача данных только в том случае, когда он свободен. Это позволяет решить проблему засорения эфира в районе с повышенным количеством бортов (например, в зоне аэропорта).
Эти транспондеры дополнительно передают в эфир: бортовой номер, позывной, заводской номер транспондера, высота полета ВС, скорость и GPS-координаты. 

Транспондеры режима S бывают двух видов: ELS (ELementary Surveillance) и EHS (EnHanced Surveillance). ELS и EHS отличаются набором передаваемых параметров. В Европе требуется как минимум ELS, а в верхнем воздушном пространстве и для тяжёлых самолетов — EHS.
Следующим шагом в развитии является устройство TCAS (traffic collision avoidance system), он объединяет в себе радиолокатор и транспондер. TCAS выводит на экран бортового радиолокатора воздушного судна информацию об окружающих его бортах с транспондерами. Также он способен на основе полученной информации выдать пилоту предупреждение об опасном сближении с другими бортами и выдать команду о том, как изменить траекторию движения для уклонения от столкновения. Для этого на других бортах должен быть установлен транспондер как минимум режим C.
Рабочая частота для транспондеров режимов А, С, S: 1090 Мгц.

## Транспондеры в космической связи
На космических аппаратах (КА), используемых для передачи сигналов телевидения, радиовещания, сети Интернет и космической связи используются транспондеры в L-, С-, X-, Ku- Ka- диапазонах.
Особенностью использования транспондеров на космических аппаратах является ограничение по мощности и частотному диапазону, что связано с ограниченными мощностями солнечных батарей на КА. Траснпондеры на КА могут быть с обработкой сигналов и без обработки (только переизлучение на другой частоте).
На одном космическом аппарате может быть до нескольких десятков транспондеров.

## Транспондер в кабельном телевидении
Телевизионный цифровой кабельный транспондер передаёт мультиплекс из нескольких каналов на определённой частоте. Цифровой кабельный ресивер стандарта DVB-C находит эти мультиплексы и настраивается на них. В современных телевизорах поддерживается стандарт DVB-C без дополнительного ресивера.
Телевизионный кабельный транспондер может быть предназначен и для измерения уровня телевизионных каналов с аналоговой или цифровой модуляцией. Для телевизионного сигнала стандартов DVB-T/T2/C позволяет измерять показатели качества приема — коэффициент ошибок модуляции цифрового потока MER, частоту появления ошибочных битов BER до декодера Viterbi (DVB-T стандарт) или LDPC (DVB-T2 стандарт), а также до и после декодера Рида-Соломона (BCH для DVB-T2). Модуль обеспечивает режим автоматического определения параметров модуляции цифровых ТВ сигналов и управление исполнительными устройствами
на объекте по командам от удаленного пульта управления.
Телевизионный измерительный кабельный транспондер представляет собой приемник сигналов стандарта DVB-T/T2/C с демодуляцией сигнала до транспортного потока MPEG-2. Входной тюнер является супергетеродинным приемником с двойным преобразованием частоты с автоматической перестройкой частоты. Коэффициент ошибок модуляции MER измеряются в процессе демодуляции QAM или OFDM сигнала на основе векторного анализа. Частота ошибочных битов BER в цифровом потоке измеряется путем анализа работы декодеров Viterbi, Read-Solomon, LDPC или BCH. Измерение уровня напряжения радиосигнала осуществляется с помощью измерителя, интегрированного с тюнером.
Измерение параметров телевизионных каналов производится по частотному плану (таблице телевизионных каналов, записанных в память прибора). Измерение производится непрерывно последовательно по всем записанным в прибор частотным каналам с определённым темпом.
Результаты измерения сохраняются в памяти прибора. Так же фиксируется время, когда было произведено измерение соответствующего канала. В дальнейшем эти результаты доступны по запросу SNMP по сетевому интерфейсу Ethernet.

## Транспондер (оптический, xWDM)
Транспондер оптический — устройство, обеспечивающее интерфейс между оборудованием оконечного доступа и линией WDM.
На входы оптического мультиплексора поступают оптические сигналы, параметры которых соответствуют стандартам, определённым рекомендациями G.692. Такое соответствие достигается благодаря применению в аппаратуре DWDM специального устройства — транспондера. Это устройство имеет разное количество оптических входов и выходов. Но если на любой вход транспондера может быть подан оптический сигнал, параметры которого определены рек. G.957, то выходные его сигналы должны по параметрам соответствовать рек. G.692. При этом, если уплотняется m оптических сигналов, то на выходе транспондера длина волны каждого канала должна соответствовать только одному из них в соответствии с сеткой частотного плана ITU.
Оптические интерфейсы аппаратуры DWDM должны быть совместимы с аппаратурой СЦИ — STM — 16. Однако, согласно рекомендациям МСЭ G.957 для систем СЦИ (SDH) допустимые значения спектральных параметров на выходных оптических стыках (интерфейсах) имеют следующие значения: ширина спектральной линии Δλ≈±0,5 нм (для STM −16), а центральная длина волны может иметь любое значение в пределах диапазона 1530—1565 нм.

## Транспондер (автомобильный)
Транспондер автомобильный — электронное устройство, предназначенное для регистрации факта проезда через пункт взимания платы платной дороги. Транспондер определяется антенной, установленной на пункте взимания платы.
Транспондер крепится в транспортном средстве на лобовом стекле и обеспечивает автоматическую оплату во время проезда через пункты взимания платы без участия кассира-оператора. Использование транспондера позволяет в значительной мере повысить пропускную способность пунктов взимания платы, что очень важно в условиях растущего трафика на платных автомагистралях.